# Schronisko w dolinie Świcy
Schronisko w dolinie Świcy – nieistniejące obecnie schronisko turystyczne położone w Gorganach na wysokości 930 m n.p.m.

## Historia
Schronisko wzniesiono w dolinie rzeki Świcy, na zachodnim skraju Gorganów (dolina ta stanowi umowną granicę pomiędzy tym pasmem a Bieszczadami Wschodnimi). Stało w osadzie Świca (wcześniej także pod nazwą Klauza Świca) położonej w pobliżu dawnej klauzy o tej samej nazwie znajdującej się u ujścia do Świcy potoku Tysowiec. Oprócz schroniska składała się ona z gajówki przedsiębiorstwa leśnego Silvinia i pawilonu myśliwskiego. Do osady prowadziła droga kołowa, jednak istniała również możliwość dotarcia do niej koleją – regularne pociągi kursowały do stacji Wygoda, gdzie należało przesiąść się na kolejkę leśną dojeżdżającą do oddalonej o 3,5 km gajówki Mündung (Myndung).
Schronisko należące do Oddziału Lwowskiego Polskiego Towarzystwa Tatrzańskiego wzniesiono w oparciu o projekt Tadeusza Soleckiego. Architekt nie tylko bezpłatnie sporządził plany budynku, ale też jako wolontariusz nadzorował prace w terenie. Środki finansowe na budowę pochodziły – oprócz kasy Oddziału Lwowskiego – także z subwencji przekazanych przez Zarząd Główny PTT, jego oddziały Warszawski i Tarnowski oraz Ministerstwo Komunikacji. Przygotowania do budowy, w tym do zakupu parceli rozpoczęto w lipcu 1931 roku, a na miejscu ruszyły one wiosną 1932 roku. Poświęcenie i uroczyste otwarcie schroniska odbyło się już 16 października 1932 r. W ceremonii uczestniczyło ok. 150 osób, w tym Mieczysław Orłowicz (jako przedstawiciel Ministerstwa), Wacław Majewski z Zarządu Głównego PTT oraz Adam Lenkiewicz z Oddziału Lwowskiego, przedstawiciele innych oddziałów Towarzystwa, a także starosta miejscowego powiatu. Łączny koszt budowy wraz z wyrównaniem terenu i wyposażeniem wnętrza wyniósł 30 tys. zł.
Otwarty wówczas budynek wykonany był z drewna i mieścił dziesięć pomieszczeń użytkowych: na parterze zlokalizowano hol, jadalnię, kuchnię i dużą wspólną sypialnię, z kolei na piętrze oprócz holu – siedem niewielkich sypialni, w tym cztery w mansardach. Początkowo urządzono jedynie wspólną sypialnię z 17 łóżkami. Z czasem liczba ta zwiększyła się do 20, a ponadto oferowano 10 miejsc na siennikach. Podaje się też, że schronisko w pewnym momencie oferowało nawet 34 miejsca noclegowe, w tym 21 na łóżkach. Budynek posiadał podpiwniczenie oraz wysoki strych. W pobliżu głównego budynku postawiono niewielki garaż oraz obiekt gospodarczy, zaś w drugiej połowie lat 30. w schronisku uruchomiono pośrednictwo pocztowe. Obiekt czynny był przez cały rok, a jego zarządczynią była Paulina Podberezka.
Budynek nie przetrwał II wojny światowej.

## Szlaki turystyczne
Stan na lata 1933–1937.
- Główny Szlak Karpacki
  - na Gorgan Wyszkowski,
  - na Ukiernię i dalej na Sywanię Lolińską, przełęcz Sołotwinka oraz Wierch Mołody,
- do gajówki Mündung[a],
  - odgałęzienie na Jajko Ilemskie,
- na przełęcz Sołotwinka,
- do doliny Mołody
- na Megłę Wielką przez Megłę Małą i dalej na Menczył[b][11][12][13].